# Caloplaca atroflava
Caloplaca atroflava är en lavart som först beskrevs av Turner, och fick sitt nu gällande namn av Mong. Caloplaca atroflava ingår i släktet orangelavar och familjen Teloschistaceae.  Arten är reproducerande i Sverige. Inga underarter finns listade i Catalogue of Life.